# 雪だるま

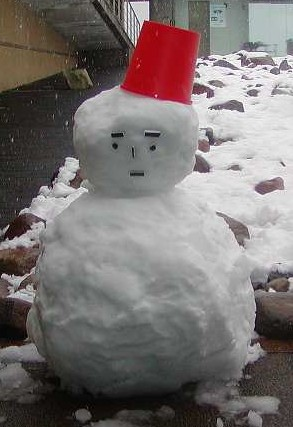
雪だるまの例（中谷宇吉郎雪の科学館（石川県加賀市）にて）

雪だるま（ゆきだるま、雪達磨）は、雪を固めて作られる「だるま」の（ような）形をした雪像。日本以外にも同様のものはあり、「雪人」または「雪男」（英・独・仏など）、「雪人形」（伊・蘭など）などを意味する名称で呼ばれている（日本語で「雪男」というときは、いわゆる「インドやアメリカの雪山に棲む未確認生物の巨人」を指すのが一般的である。これについては、イエティの項も参照されたい）。この項目では、西洋のものであっても、便宜上「雪だるま」と呼称を統一する。

## 歴史
雪で何らかの形の像を作ることは、雪の降る土地で慣例的に行われてきたと考えられるが、その始まりは明らかではない。古代から粘土や木や骨で（呪術目的だけでなく、遊具としての）人形が作られていたことを考えれば、雪の人形が早い時期から作られていたと想像するのは無理なことでない。しかし、雪という一過的な材料や、人形という遊戯的性格から、いつごろから作られていたのか知るのは困難である。
ハーグ王立図書館蔵の時祷書（1380年頃）には、欄外に雪だるまが描かれており、これが現在知られている最古の視覚史料であるという。

## 形状

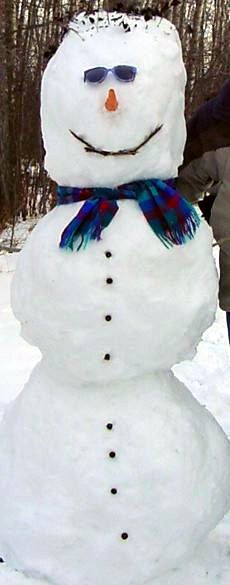
カナダの雪だるま
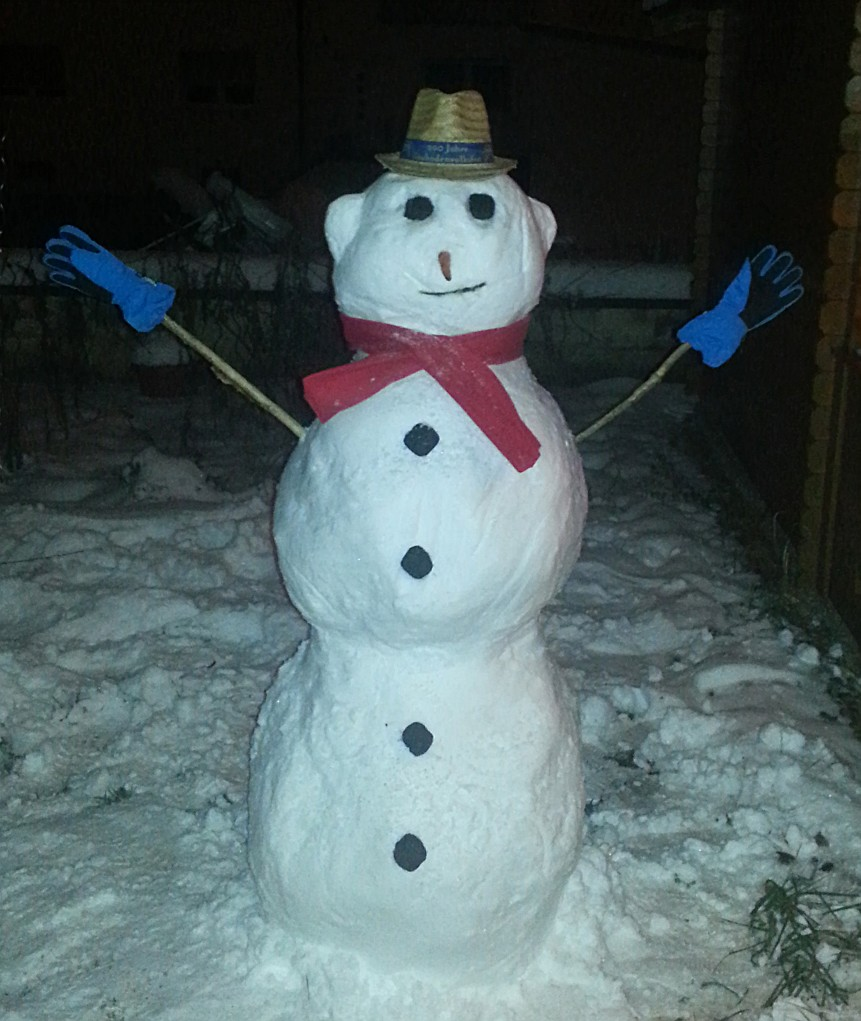
ドイツの雪だるま

現代の日本では、（江戸期の絵画とは異なり）雪玉を二段に重ねた形が主流である。大きめの玉を下段とし、上に小さめの玉をのせて頭とし、木炭などで眉・目・鼻・口などを形作る。頭には、帽子としてバケツをのせることもある。棒を二本、腕として下段の玉の左右に刺したり、また手袋やマフラーをつけることもある。
西洋のものは、三段のものが多い（二段も少なくなく、また三段以上のものある）。一番上の玉は頭で、目、鼻、口を付ける。鼻としてニンジンを刺したり、マフラーや蝶ネクタイを付けたり、ボタンをつけたり、シルクハットやとんがり帽子をかぶせたりもする。箒を持たせていることもある。
日本の天気予報では降雪の俗した記号として通用しており日本放送協会や気象庁の天気予報でも降雪を二段の雪だるまアイコンで表している。

## 雪だるまの作り方

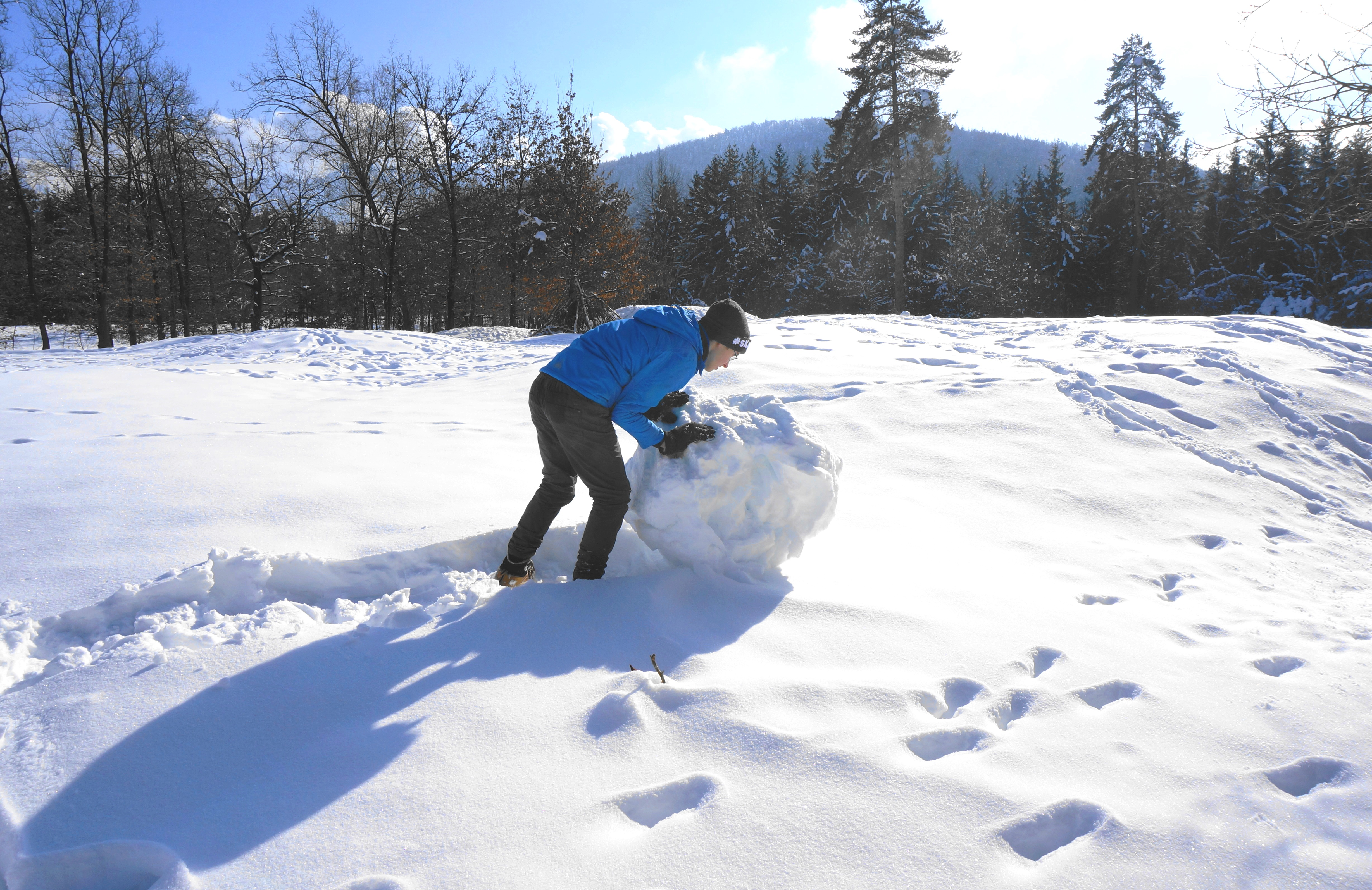
雪の上で転がされる雪玉

さらさらした雪ではなく、多少水分を含んだ雪が適している。
現代の雪だるまの作り方は、まず手のひらで小さな雪玉を作り、その雪玉を平地の固まっていない雪の上でコロコロと転がす。まんべんなく雪が付くように転がすと、どんどん雪玉は大きくなるので、程よい大きさの雪玉を二つ作り、それを上下に重ねて上記のように飾ると完成となる。全体の大きさは最後に決定される。大きさを競い合うことも多々ある。
冬の風物詩として雪国の子供達に親しまれる雪だるま作りだが、近年では交通事故にあう心配の無い安全な場所で行う必要がある。

## イベント

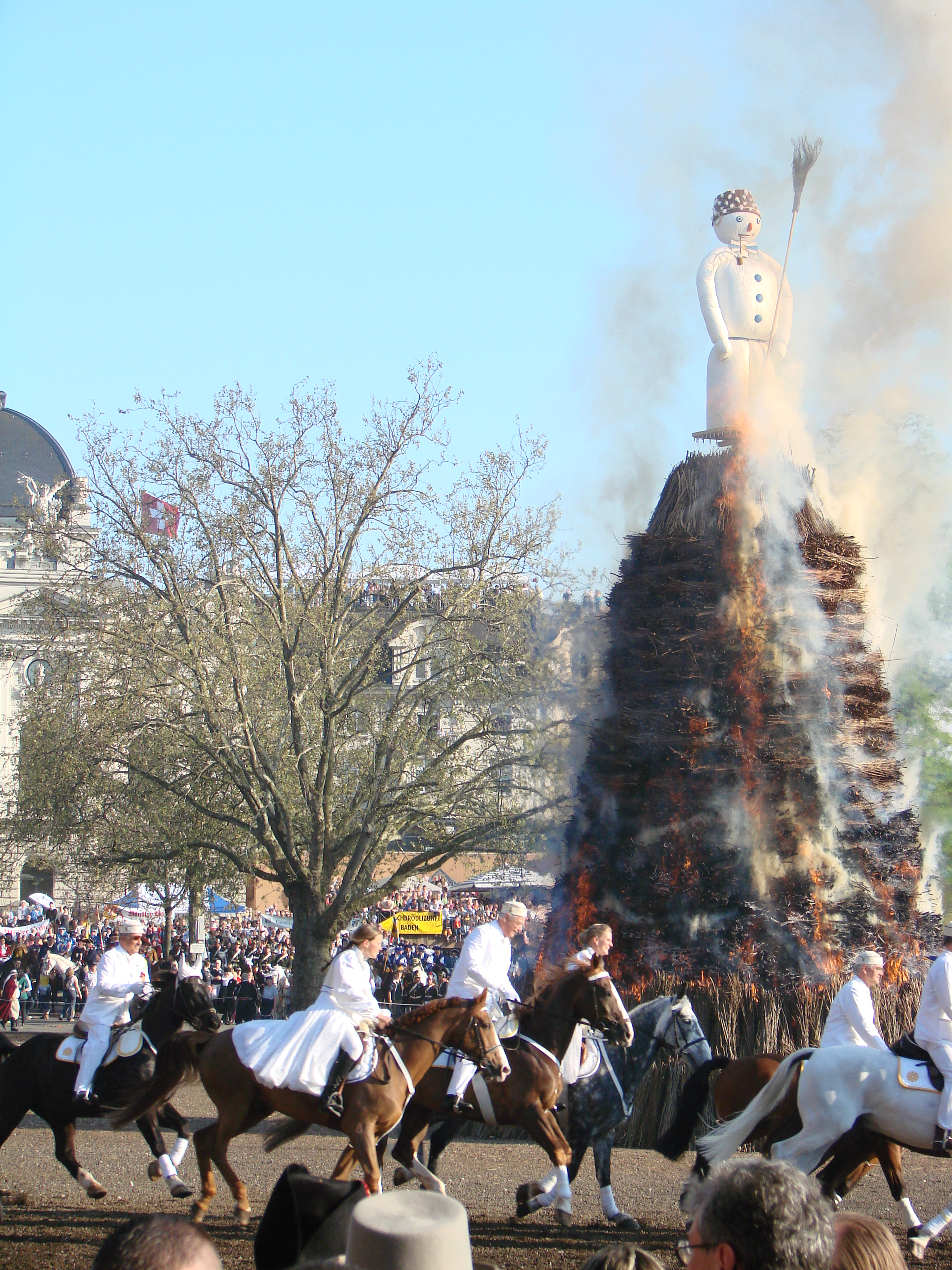
ゼクセロイテンで燃やされる藁製の雪だるま（2007年）

- スイスのチューリヒで行われる春祭りゼクセロイテン（ドイツ語版）(標準ドイツ語: Sechseläuten、スイスドイツ語: Sächsilüüte)：冬の象徴である雪だるま（ベーグ（ドイツ語版）（スイスドイツ語: Böögg）と呼ばれる）を藁で作って、薪を高く積み上げた上に立たせて焼く。（この雪だるまには二本の腕と足があり、箒を持っている）
- 雪だるま祭り：毎年２月に、石川県白山市白峰地区と同市桑島地区でそれぞれ行われる祭り。

## 慣用句

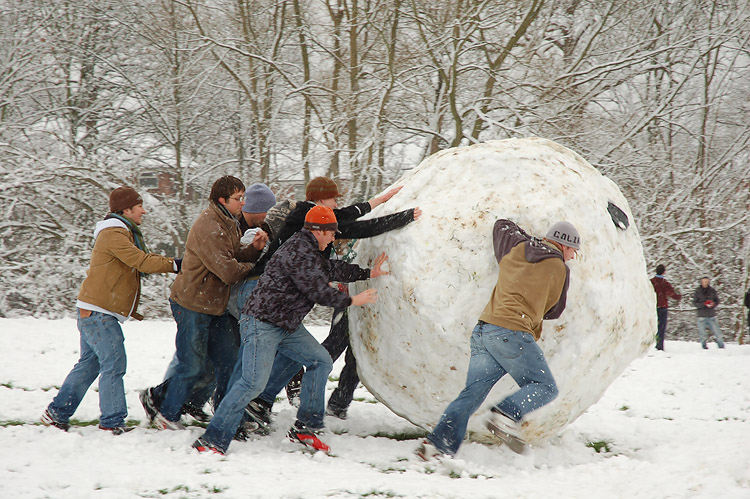
大きくなった雪玉

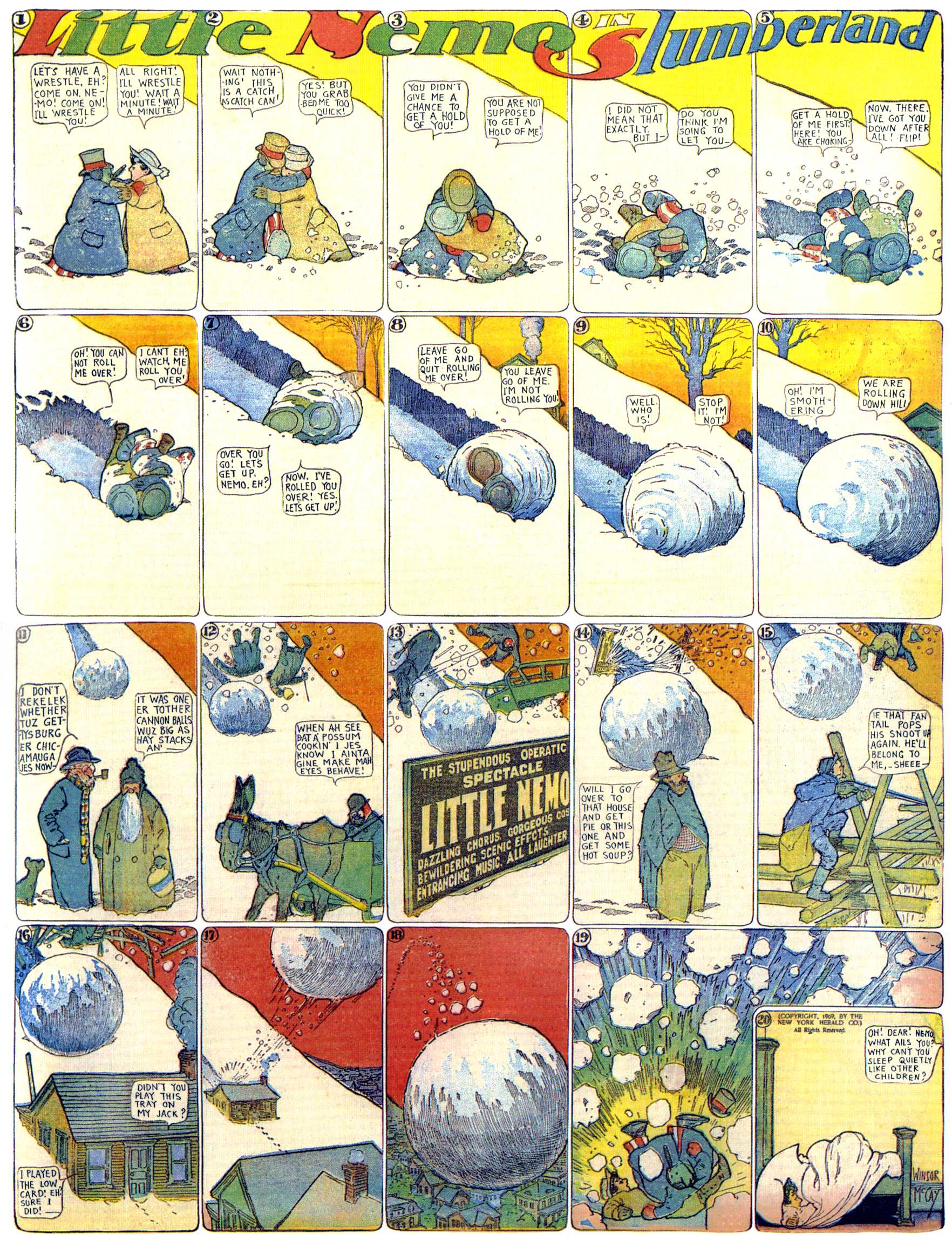
増加する雪玉

雪玉を坂の上から転がすと、円周に雪がついて大きくなり、大きくなった円周にさらに雪がついて大きくなるという増え方をするため、一回転でくっつく雪の量は後になるほど、どんどん増える。直径が大きくなる度合も後になるほどどんどん加速して、転がる速度も加速して、止めようがない。英語ではこうした加速度的に増加する様子を「雪男、雪人（snowman）」ではなく名詞の「雪玉」と同じ綴りの「snowball」という動詞であらわす。日本語では借金などが「雪だるま式に増える」という言い方をする。

## 雪だるまにまつわるエピソード
- 豪雪地帯として知られる山形県最上郡大蔵村では巨大の雪だるまである"おおくら君"が1995年より毎年作られている。これは周辺から大型トラックで雪をかき集めて制作されており、1995年に当時のギネス世界記録に認定された[注 2][2][3][4]。
- 後述のSnow Manはその名前から雪だるまがグループの象徴となっており、広場に雪だるまを模した9色の巨大バルーンが出現したり[5]、メンバーの目黒蓮出演のドラマに9色の雪だるまのぬいぐるみが登場したエピソードなどが特に有名である[6]。

## 雪だるまをテーマにした関連事項
- Snow Man - 2012年結成、2020年デビューの9人組ダンス&ボーカルグループ[7]。読みは「スノーマン」[8]。
- 「雪だるま」 - ハンス・クリスチャン・アンデルセンの童話。
- 「フロスティ・ザ・スノーマン」 (1950) - クリスマスソングの定番で、『フロスティ・ザ・スノーマン〜温かい雪だるま』 (1969) というアニメ化作品も存在する。
- 絵本/映画『スノーマン The Snowman』 - レイモンド・ブリッグズ作。1978年に日本の評論社から出版された際の邦題は「ゆきだるま」。
- 映画『ジャック・フロスト』 - ビデオの邦題は『ジャック・フロスト/パパは雪だるま』。
- ドラマ『雪だるま』（2003年、韓国）
- ゆきりんだるま - AKB48メンバー、柏木由紀考案のキャラクター。オフィシャルグッズのほか、カフェメニューにも登場している。
- ｢雪ダルマ｣や｢雪ダルマ便｣と呼ぶ、雪だるまの形をした発泡スチロールに天然の雪を詰めて、日本全域に有料で発送するもの。1986年からはじめた北海道胆振支庁管内勇払郡安平町で地元の観光協会、商工会、JAの後援を得て行われる町おこしの事業の一つ[9]。
- 天気予報では雪を表す記号の一つである。

## 雪だるまを題材にした作品
（前述の「雪だるまをテーマにした関連事項」の節も参照）
- 絵画
  - 「江戸名所道戯尽　廿二　御蔵前の雪」 - 歌川広重作[10]
  - 「狂歌画譜　藐姑射山」 - 葛飾北斎作[10]
  - 「青楼美人雪月花　扇屋内華窓」 - 菊川英山作[10]
  - 「雪あそび」 - 菊川英山作[11]
  - 「雪だるまをつくる東北地方の子供たち（仮題）」 - 伊藤孝之作[12]
- 文学
  - 「雪だるま」 - 小川未明の童話[13]
  - 「雪だるまの雪子ちゃん」 - 江國香織著 、山本容子画の小説[14]
- 漫画
  - 「旅の雪ダルマ情話」 - 高橋留美子の漫画「うる星やつら」のうちの1話。コミックス（新装版）第12巻所収[15]。
- アニメ
  - 「旅の雪ダルマ情話」 - 上記漫画のアニメ化。アニメ第1作第94回（第117話）。

## 符号位置
| 記号 | Unicode | JIS X 0213 | 文字参照         | 名称             |
| ---- | ------- | ---------- | ---------------- | ---------------- |
| ☃    | U+2603  |            | &#x2603; &#9731; | 雪だるま         |
| ⛄   | U+26C4  |            | &#x26C4; &#9924; | 雪なしの雪だるま |
| ⛇    | U+26C7  |            | &#x26C7; &#9927; | 黒い雪だるま     |